# Regno Kuba

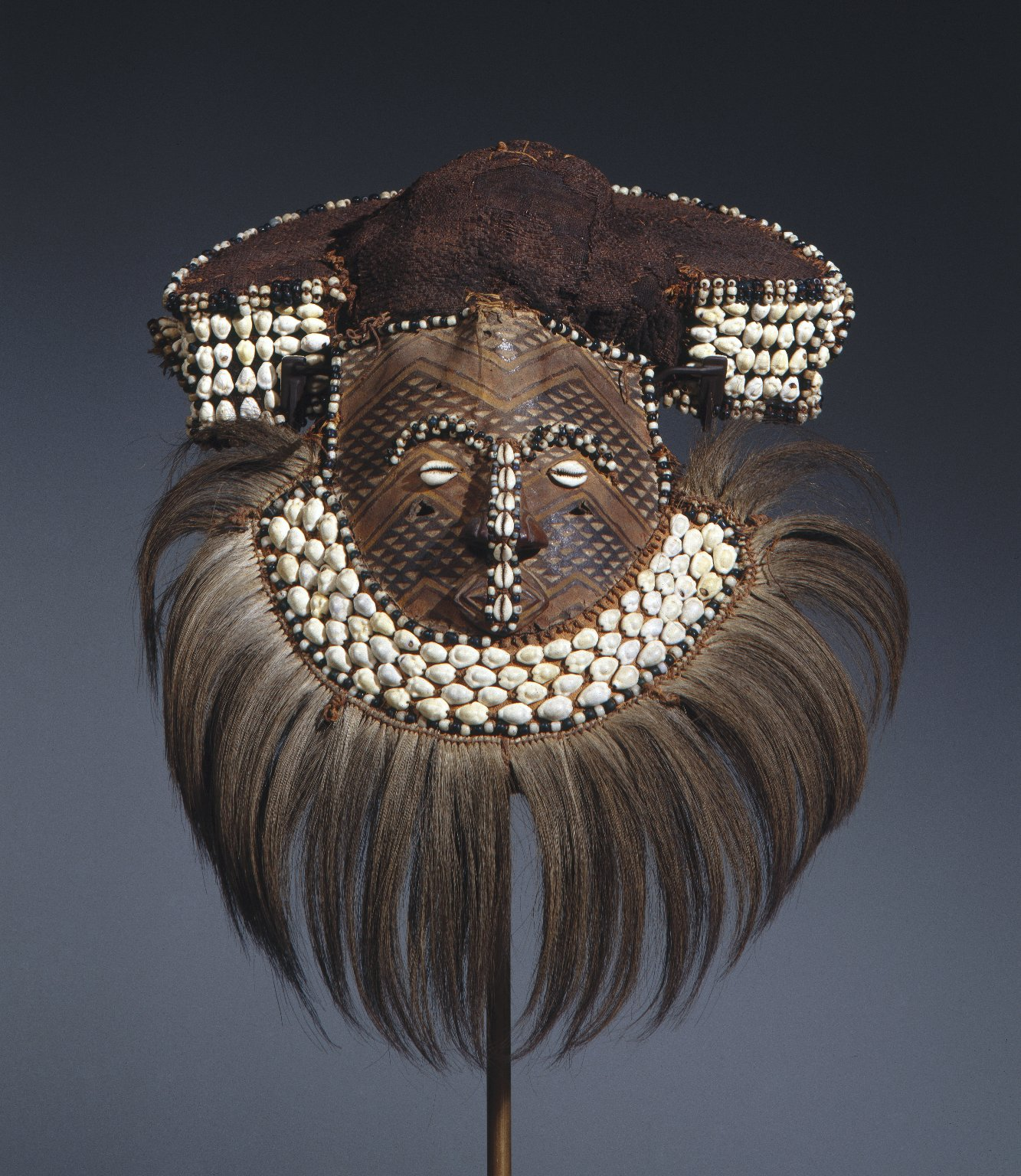
Una maschera Mwaash aMbooy rappresentante Woot, il fondatore mitologico del Regno Kuba.

Il Regno Kuba, noto anche come Regno Bakuba o Bushongo, è stato un regno africano che fiorì tra il XVII e il XIX secolo nella regione confinata dai fiumi Sankuru, Lulua, e Kasai, nel sud-est dell'attuale Repubblica Democratica del Congo.
Il Regno Kuba era un conglomerato di diversi principati di lingua Bushongo come anche di etnie Kete, Coofa, Mbeengi, e di pigmei Twa del Kasai. I Kuba originali erano migrati dal nord durante il XVI secolo. Nel Regno vi erano diciannove diversi gruppi etnici ancora esistenti che venivano comandati da un re, il nyim.

## Storia

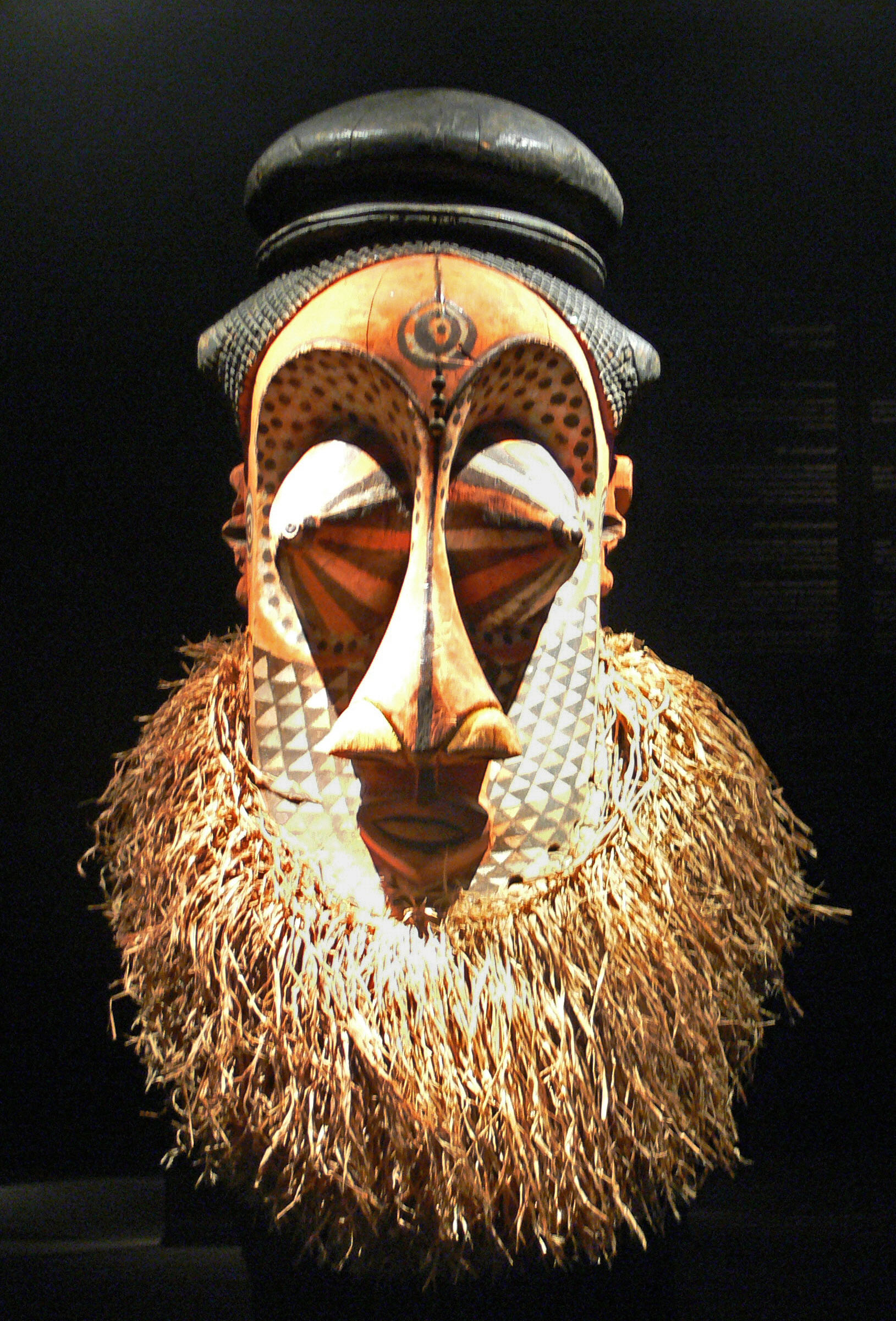
Maschera "mulwalwa", Kuba meridionale, XIX o primo XX secolo.

### Shyaam aMbul
Il regno nacque come un conglomerato di diversi domini di vari gruppi etnici privi di una vera autorità centrale. Nel 1625 circa, Shyaam aMbul aNgoong, una personalità proveniente da un'area esterna, usurpò la posizione di uno dei capi e unì tutti i domini sotto il suo governo. La tradizione vede Shyaam aMbul come il figlio adottivo di una regina Kuba che aveva lasciato la regione per cercare l'illuminazione nei regni dei Pende e del Congo a ovest. Dopo aver appreso tutto ciò che poteva conoscere da questi Stati, aMbul fece ritorno a Kuba per formare le basi politiche, economiche e sociali del suo regno.

### Nuovo governo
Il governo Kuba venne riorganizzato secondo un sistema meritocratico di titoli, ma il potere continuò a rimanere nelle mani dell'aristocrazia. Il governo era controllato da un re chiamato nyim che apparteneva al clan Bushoong. Il re era responsabile di fronte ad un consiglio della corte presieduto da tutti i sottogruppi Kuba, rappresentati dalle loro élite.

### Crescita
Nel corso del tempo, il Regno beneficiò di tecniche avanzate provenienti dai popoli vicini nonché dei raccolti introdotti dalle Americhe, come mais, tabacco, manioca e fagioli. Venne sviluppato un sistema politico sofisticato, degli uffici politici eletti, un sistema legale, furono introdotti i processi dei giudici, sussidi pubblici e movimenti di supporto sociale. Kuba divenne molto ricca e tale benessere veniva riflesso dalle opere d'arte commissionate dalla nobiltà. I re Kuba mostravano le opere migliori in occasione delle cerimonie e venivano anche sepolti con questi manufatti.

### Apice e declino
Il Regno Kuba raggiunse il suo apice durante la metà del XIX secolo, dato che gli europei raggiunsero la regione per la prima volta nel 1884. A causa del relativo isolamento, il Regno non fu colpito dalla tratta degli schiavi come il Congo e il Ndongo sulla costa.
Il regno s'indebolì verso la fine del XIX a seguito di rivolte interne e invasioni dei vicini; il re Kwet aPe si arrese nel 1905 e ciò che rimaneva del regno cadde sotto il controllo dell'amministrazione belga.
Nonostante il Regno non esista più, la linea regale viene continuata e l'attuale monarca, Kot-a-Mbweeky III, è al trono dal 1969.

## Cultura Kuba

### Arte
I Kuba sono noti per i loro tessuti ricamati in raffia, cappelli in fibra e perle, coppe per il vino intagliate con il legno di palma e scatole per cosmetici, ma sono famosi principalmente per le loro maschere caratterizzate da schemi geometrici, tessuti particolari, semi, perline e gusci.
Le scatole sono chiamate ngedi mu ntey dai Kuba e vengono usate principalmente per contenere la polvere tukula e creme. Le scatole hanno di solito la forma di un quadrato con un coperchio sfaccettato, un semicerchio (o una mezzaluna), un rettangolo o la forma di una maschera. Spesso venivano usate per contenere rasoi per tagliare la rafia, forcine o oggetti rituali.
La Tukula (chiamata twool dai Kuba) è una polvere rossa realizzata con foglie macinate di Baphia nitida. Il colore rosso è essenziale per il concetto di bellezza dei Kuba ed era usato quindi per decorare il viso, i capelli e il petto durante le danze e le cerimonie importanti, come anche nell'unzione dei defunti per la sepoltura. La Tukula era anche miscelata con altri pigmenti per tingere i tessuti in raffia.
Dopo il 1700, il re Misha miShyaang aMbul introdusse le sculture in legno note come ndop, realizzate per rappresentare il sovrano e il suo regno. Queste figure mostravano sempre l'ibol del re o il suo simbolo personale.
Le coppe di vino in legno di palma e le scatole ornate erano parte integrante della competizione tra i membri titolati della corte.

### Religione e mitologia
I Kuba credevano in Bumba o MBoom, il Padre del Cielo che creò il sole, la luna, le stelle e i pianeti. Creò anche la vita con la Madre Terra. Tuttavia, queste erano divinità distanti e i Kuba posero una maggiore attenzione in un essere soprannaturale noto come Woot, che diede nome agli animali e alle cose. Woot era il primo uomo e il portatore della civiltà.